# عبد القادر مختاري
عبد القادر مختاري هو قائد عربي أصبح «أسطورة الجهاد البوسني» في حرب البوسنة.

## حياته
قال أبو حمزة المصري - الذي كان صديقا لمختاري - أنه «شخص طيب القلب، يعمل بجد، يقاتل كالأسد، أخٌ جيد، لكنه صغير جدا وبرئ».

## البوسنة
قدم الجزائري عبد القادر مختاري إلى ساحة المعركة في البوسنة بعد خبرته مع الجماعة الإسلامية المسلحة.
كان مختاري كان بمثابة الرجل الثاني في قيادة كتيبة زينيتسا التي تقاتل في البوسنة، وكان قائد الكتيبة هو أنور شعبان.
في عام 1998، اتهمته الحكومة الفرنسية بتهريب متفجرات لمجموعة مصرية تخطط لاستهداف أهداف أمريكية في ألمانيا.

## أنشطة أخرى
في عام 1999، قررت الولايات المتحدة تعليق المساعدات التي تقدمها للبوسنة للضغط على السلطات البوسنية لكي يسلّموهم عبد القادر مختاري. رفض رئيس البوسنة علي عزت بيغوفيتش في البداية، لكنه وافق في النهاية على طرد مختاري من البلاد بدلا من ترحيله إلى الولايات المتحدة، إدعت مجلة جلوبس أن بكر عزت بيغوفيتش كان من ضمن الحضور في حفل وداع مختاري.
وبعد طرده رسميًا، كانت هناك شائعات بأن مختاري ظل في البوسنة تحت اسم جديد بمساعدة من الحكومة، أو أنه سافر إلى أفغانستان للتعاون مع تنظيم القاعدة، أو أنه أصبح مسجونًا في معسكر جوانتانامو.
في عام 2005 أجرت مجلة بوسنية معه حوار صحفي عن الظلم الذي تعرض له، وأشار في الحوار إلى أنه تزوج زوجة بوسنية.

## وفاته
توفي مختاري في وهران في أكتوبر 2015، أجريت صلاة الجنازة في 26 أكتوبر 2015.